# Mohamed Ghannouchi

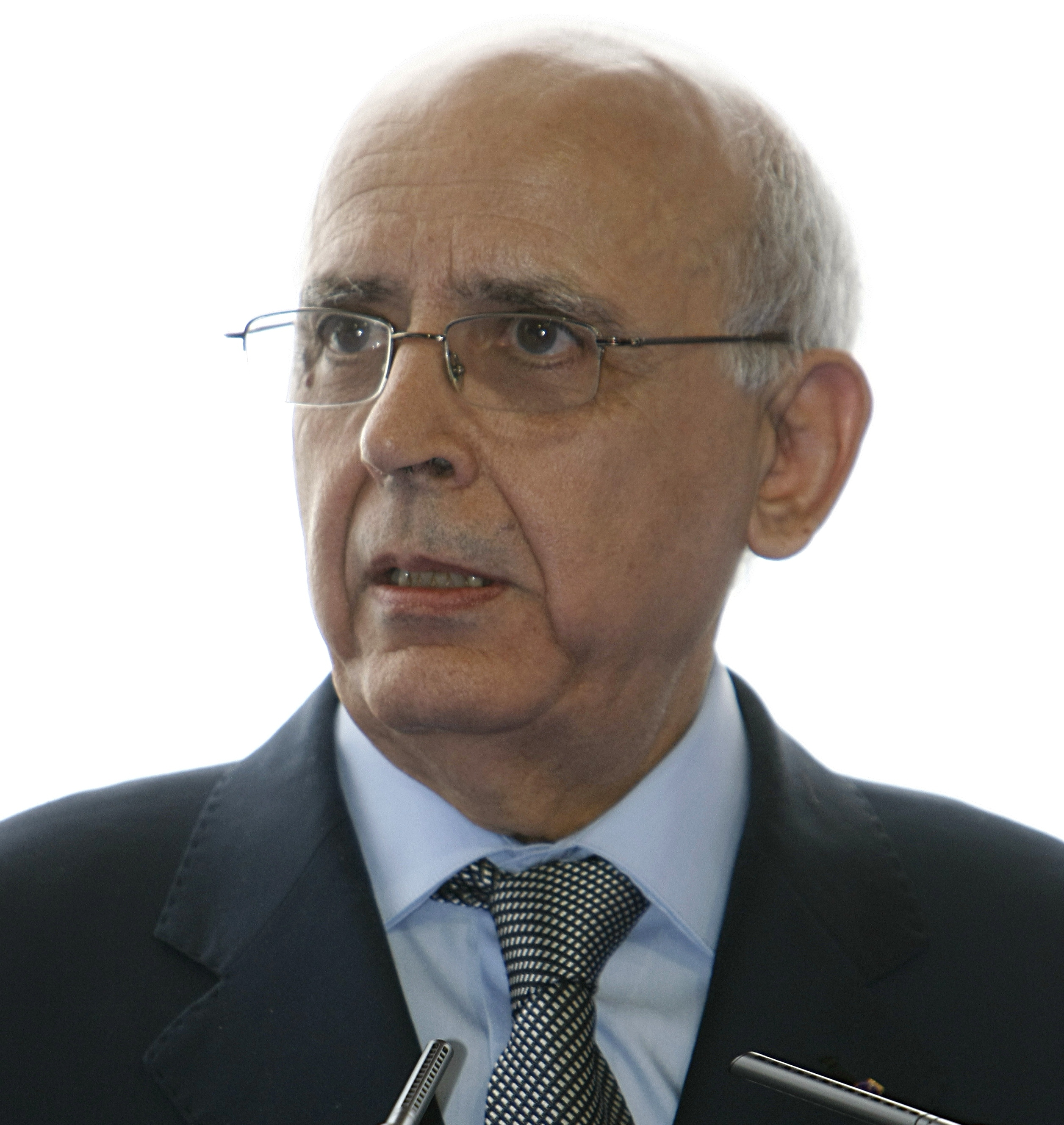
Mohamed Ghannouchi (2008)

Mohamed Ghannouchi (arabisch محمد الغنوشي Muhammad al-Ghanuschi, DMG Muḥammad al-Ġannūšī; * 18. August 1941 in Sousse, Tunesien) ist ein tunesischer Wirtschaftswissenschaftler und Politiker.
1966 erhielt er einen Abschluss in Wirtschaftswissenschaft an der Universität Tunis. Während seines Studiums war er Praktikant im französischen Finanzministerium. 1975 wurde er Direktor im tunesischen Planungsministerium, 1982 dann Generaldirektor. 1987 wurde er zum Staatssekretär in diesem Ministerium ernannt. Tunesien wurde von 1957 bis zu einem unblutigen Putsch im Oktober 1987 von Habib Bourguiba regiert. Der neue Präsident Tunesiens, Ben Ali, ernannte Ghannouchi zum stellvertretenden Planungsminister, am 26. Juli 1988 zum Planungsminister, am 11. April 1989 zum Planungs- und Finanzminister, am 3. März 1990 zum Wirtschafts- und Finanzminister, am 20. Februar 1991 zum Finanzminister (was er bis zum 9. Juni 1992 war) und dann zum Minister für internationale Zusammenarbeit. Als solcher war er zuständig für die Zusammenarbeit mit der Europäischen Union, dem IWF und der Weltbank. 
Am 17. November 1999 ernannte Ben Ali Ghannouchi zum Premierminister; er wurde damit Nachfolger des seit 1989 amtierenden Hamed Karoui. 
Von 2008 bis zu seinem Austritt im Januar 2011 war er stellvertretender Vorsitzender der tunesischen Regierungspartei RCD. 
Vom 14. auf den 15. Januar 2011 war er zusätzlich zum Amt des Premierministers geschäftsführender Präsident, nachdem der bisherige Präsident Ben Ali aufgrund anhaltender Proteste sein Amt niedergelegt hatte und ins Ausland geflohen war. Am 15. Januar 2011 setzte der tunesische Verfassungsrat den Parlamentspräsidenten Fouad Mebazaâ als geschäftsführenden Präsidenten ein.
Am 17. Januar stellte Ghannouchi eine Regierung der nationalen Einheit vor, der auch drei Minister aus bisherigen Oppositionsparteien 
angehörten. Diese tunesische Übergangsregierung sollte das Land bis zu den geplanten Wahlen führen und die Transformation in eine Demokratie einleiten. Am Tag darauf trat der Premierminister aus der bisherigen Staatspartei RCD aus, in der er bis dahin Vize-Vorsitzender gewesen war. Dies sollte den Bruch mit dem bisherigen System verdeutlichen.
Am 27. Februar trat Ghannouchi als Premierminister zurück. Trotz der persönlichen Abgrenzung Ghannouchis von Ben Ali und seiner Politik konnte er das Vertrauen des tunesischen Volkes nicht für sich gewinnen.